# Laria (distrito)
Laria é um distrito do Peru, departamento de Huancavelica, localizada na província de Huancavelica.

## Transporte
O distrito de Mariscal Cáceres é servido pela seguinte rodovia:
- HV-125, que liga a cidade de Moya ao distrito de Huando[1][2][3]